# USS LST-175
O USS LST-175 foi um navio de guerra norte-americano da classe LST que operou durante a Segunda Guerra Mundial.